# ليودميلا شيفتسوفا
ليودميلا إيفانوفنا غوريفيتش ( ولدت باسم شيفتسوفا لاحقًا ليسينكو؛  مواليد 26 نوفمبر 1934) هي رياضية سوفيتية متقاعدة نافست بشكل أساسي في سباق 800 متر. 

## البدايات
تدربت شيفتسوفا لأول مرة في الجمباز الفني، وتغيرت إلى الركض فقط في عام 1951، بعد فوزها المفاجئ بسباق العدو الريفي في بطولة دنيبروبتروفسك. في عام 1960 تخرجت من معهد كييف الحكومي للثقافة البدنية.

## المسيرة الرياضية

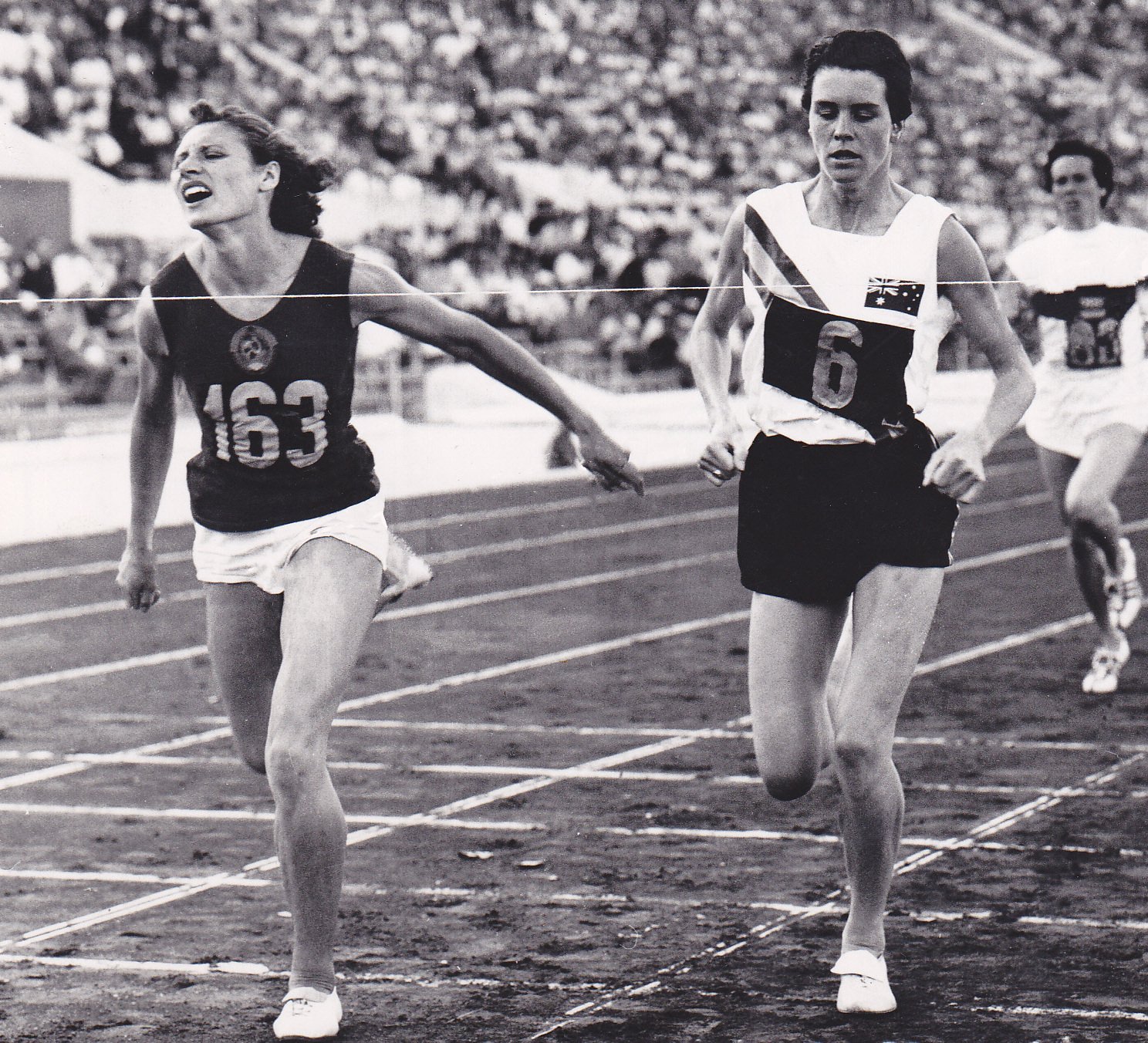
ليودميلا شيفتسوفا - جري ٨٠٠ متر في أولمبياد روما ١٩٦٠

في 3 يوليو 1960، سجلت رقما قياسيا عالميا في هذا السباق بدقيقتين و 4.3 ثانية. وعادلت هذا الوقت بفوزها بذهبية 800 متر في أولمبياد 1960 بعد شهرين. قاد السباق أستراليتين، بريندا جونز وديكسي ويليس. مع ترك 50-70 مترًا، صعدت ويليس على الرصيف وخرجت من المنافسة، بينما وصلت شيفتسوفا تدريجياً إلى جونز وفازت في الأمتار الأخيرة.
في عام 1954، احتلت شيفتسوفا المركز الثاني في سباق 800 متر على الصعيد الوطني والثالث في بطولة أوروبا. في بطولة أوروبا 1962 فشلت في الوصول إلى النهائي. حصلت خلال مسيرتها على تسعة ألقاب وطنية: في سباق 400 م عام 1955؛ في 800 م في 1955–56، 1959، 1961–62؛ والعدو الريفي في 1960–62 و 1964. بعد تقاعدها من المسابقات دربت رياضيين في ألعاب القوى في كييف، أوكرانيا. حصلت على وسام الراية الحمراء للعمل في عام 1960.

## الحياة الشخصية
تزوجت مرتين وبالتالي غيرت اسم عائلتها إلى ليسينكو ثم إلى غوريفيتش . لديها ولدان من زيجات مختلفة، أوليغ (مواليد 1957) وفلاديمير. تعيش في كييف مع زوجها الثاني مدرب ألعاب القوى.

## بطولات اتحاد الجمهوريات الاشتراكية السوفياتية
| عام  | المسافة   | الوقت (د) | التاريخ             | مدينة     | المركز |
| ---- | --------- | --------- | ------------------- | --------- | ------ |
| 1954 | 800 م     | 2.07,6    | من 13 إلى 16 سبتمبر | كييف      | الثاني |
| 1955 | 400 م     | 56,2      | 13 - 17 نوفمبر      | تبليسي    | الأول  |
| 1955 | 800 م     | 2.05,8    | 13 - 17 نوفمبر      | تبليسي    | الأول  |
| 1956 | 400 م     | 56,1      | 5 - 16 أغسطس        | موسكو     | الثالث |
| 1956 | 800 م     | 2.05,3    | 5 - 16 أغسطس        | موسكو     | الأول  |
| 1958 | 800 م     | 2.06,4    | 19 - 21 يوليو       | تالين     | الأول  |
| 1959 | 800 م     | 2.07,4    | 9 - 14 أغسطس        | موسكو     | الأول  |
| 1960 | عبور 1 كم | 3.09,4    | 30 أكتوبر           | خاركوف    | الأول  |
| 1961 | 800 م     | 2.05,6    | 3 - 9 أكتوبر        | تبليسي    | الأول  |
| 1961 | عبور 1 كم | 3.08,1    | 29 أكتوبر           | موكاتشيفو | الأول  |
| 1962 | عبور 1 كم | 3.11,0    | الأول من فبراير     | موكاتشيفو | الأول  |
| 1962 | 800 م     | 2.08,1    | 11 - 13 أغسطس       | موسكو     | الأول  |
| 1964 | عبور 1 كم | 3.05,6    | 15 مارس             | أوزجورود  | الأول  |

## روابط خارجية
- ليودميلا شيفتسوفا على موقع الاتحاد الدولي لألعاب القوى (الإنجليزية)
- ليودميلا شيفتسوفا على موقع اللجنة الأولمبية الدولية (الإنجليزية)
- ليودميلا شيفتسوفا على موقع أوليمبيديا (الإنجليزية)